# 宋慈
宋慈（1186年—1249年4月13日），字惠父，南宋建宁府建陽（今福建省南平市建阳区）人，官至正六品朝议大夫、直焕章阁、知广州、充广南东路经略安抚使、马步军都总管，著有《洗冤集录》，是世界历史上第一本以死亡方式系统编辑的法医学著作。

## 生平
少时受学于朱熹弟子同乡吴雉，后入太学师事太学博士真德秀。宋宁宗嘉定十年（1217年），中進士乙科，授鄞县县尉（掌管治安，从九品），因父喪而未赴任。服丧期满，授信丰主薄（掌管财务，从九品，位在县尉之上）。先后知事长汀、通判（掌管财赋）邵武軍，又通判南剑州，辞官不就，改差干办诸军粮料院（掌管军队粮草分拨，号为储才之地）。后知常州，赈济饥荒有功，进一官。以司农丞（阶官，正八品）知赣州，后被弹劾免职。起家知蕲州，赴任途中改任提点广南东路刑狱公事。广东官吏多不奉法，案犯羁押数年都不能处理，宋慈到任八月，即将二百余囚犯判处完毕。再改任提点江南西路刑狱，江西百姓多于农闲时武装贩运私盐，宋慈增设关卡严加禁止，收到成效，甚至有人建议将其经验推行各地。后兼知赣州。又调任提点广南西路刑狱，境内大治。以朝散大夫（阶官，从六品）、直秘阁（贴职，正八品）提点荆湖南路刑狱。湖南安抚大使陈韡辟为行府参议官，以参谋功进直宝谟阁（贴职，从七品）。再以朝议大夫（阶官，正六品）、直焕章阁（贴职，从七品）知广州、充广南东路经略安抚使、马步军都总管（掌管本路军事行政），卒于任上，年六十四岁。

## 家庭
元配余氏，继室连氏，均封宜人。

## 个人成就
宋慈在二十餘年的宦海生涯中，先後四次出任广东、江西、广西、湖南四处刑事长官，以断狱著称，在长期的断案过程了积累了丰富的法医检验经验，并与当时已有的法医学著作《内恕录》等（时有疑狱集、疑狱事类、决狱龟鉴、检验格目）加以綜合、核定和提煉。宋理宗淳祐七年（1247年），时任朝散大夫（阶官，从六品）、新除直秘阁（贴职，正八品）、提点荆湖南路刑狱公事、湖南安抚大使行府参议官的宋慈创作完成了《洗冤集錄》這部系統的法醫學著作《洗冤录》。宋慈一生平反冤案無數，他認為“獄事莫重於大辟，大辟莫重於初情，初情莫重於檢驗”（出自《洗冤集录》序），堅持“審之又審”，重視現場堪驗。时人劉克莊在墓誌銘中稱他“聽訟清明，決事剛果，撫善良甚恩，臨豪猾甚威。属部官吏以至穷闾委巷，深山幽谷之民，咸若有一宋提刑之临其前。”

## 生卒年份
时人劉克莊《後村先生集》卷一五九《宋經略墓志銘》中說是“以浮祐六年三月七日終於州治，年六十四。”宋無浮祐年號，當為坊刻誤。若為淳祐六年（1246年），然《洗冤集錄》宋慈自序在淳祐七年丁未，顯誤。明嘉靖二十年（1541年）《建寧府志》卷二十《丘墓》记载“淳祐十二年敕葬樂田里之昌茂，特贈朝議大夫、直煥章閣，御出神道門以旌。”嘉靖三十二年（1553年）《建陽縣志》卷七《墳墓》记载“朝請大夫宋公墓在洛田里，地名昌茂。公諱慈，字惠父，仕宋，累官至朝請大夫、直煥章閣，致仕，淳祐十二年（1252年）卒，葬於此，御出神道門。”
普遍接受的觀點認為：《宋經略墓志銘》中「浮祐六年」當為「淳祐九年（1249年）」之訛。淳祐十二年僅為死後敕葬之年，嘉靖《建陽縣志》誤。

## 墓葬
宋慈墓位于中国福建省南平市建阳区崇雒乡崇雒村昌茂坊，1961年5月10日公布为福建省文物保护单位。

## 《洗冤集錄》
《洗冤集錄》的宋刊本迄今尚未發現，現存最早的版本為元刻本《宋提刑洗冤集錄》。內容自“條令”起，至“驗狀說”終，共5卷，53條。從目錄來看，本書的主要內容包括：宋代關於檢验尸傷的法令；验尸的方法和注意事項；尸体現象；各種機械性窒息死；各種鈍器損傷；銳器損傷；交通事故損傷；高溫致死；中毒；病死和急死；屍體發掘等等。
《洗冤集錄》是集宋慈以前外表屍體檢驗經驗之大成的著作。作者在書中開篇即提出不能輕信口供，認為“告狀切不可信，須是詳細檢驗，務要從實”，對疑難案件尤“須是多方體訪，務令參會歸一，切不可憑一、二人口說，便以為信”。他還提出檢驗官必須親臨現場、屍格必須由其親自填寫的屍體檢驗原則。
《洗冤集錄》被譽為世界上最早的法醫學專著，是中國法醫學的里程碑。由於受限於當時的科學水準，其內容難免有錯誤。但整體而言，瑕不掩瑜，是一部符合科學精神的傑出作品。清同治六年，荷蘭人首先將這本書翻譯成荷蘭文，傳入西方。

## 影视作品

### 電視劇
- 中国大陆1994年拍过电视剧《阴阳鉴》。
- 香港無線電視电视连续剧《洗冤錄》以宋慈的故事为蓝本，于1999年和2002年拍摄，由歐陽震華飾演宋慈及由陳奕迅主唱主題曲《一個人》，播出时取得了很高的收视率，其後更推出《洗冤錄II》。
- 中国大陸2003年起开拍，2005年3月20日上映的52集电视连续剧《大宋提刑官》以宋慈《洗冤集錄》中的案例为基础演绎了11个破案故事，成为收视率很高的一部作品。续集《大宋提刑官2》於2005年12月1日开始拍攝，2007年上映，共41集。
- 在《CSI:Las Vegas》第一季第十集中，曾經提及宋慈是法醫昆蟲學的鼻祖。

### 網路電影
- 2022年，中國大陸網路電影《新洗冤錄》由歐陽震華主演。